# Sun Dance & Penny Rain
『Sun Dance』（サン・ダンス）及び『Penny Rain』（ペニー・レイン）は、2019年4月10日に発売された、Aimerの5枚目のオリジナルアルバム。

## 概要
- オリジナルアルバムとしては『daydream』より2年半ぶりのアルバム。
- 全国ツアー『Aimer Hall Tour 18/19 "soleil et pluie"』を敢行していた時に制作され、発表された。
- 完全生産限定版、初回限定盤AとB、通常版（『Sun Dance』のみと『Penny Rain』のみ）の計5形態で発売。完全生産限定版には「Sun Dance」をモチーフにしたジグソーパズルが封入されている。

### Sun Dance
- 「太陽」をテーマに制作された。
- 初の武道館公演を経て、自分の中でのライブの重要性が増し、もっと盛り上がるシーンを作るために、アップテンポで踊れるような曲を収録したアルバム。
- 1stアルバム『Sleepless Nights』以来の全曲agehaspringsによるプロデュースにより、自由でコンセプチュアルな作品となっている。
- 新たにポップなダンスミュージックに挑戦しつつ、ハートウォーミングなバラードも収録されている[5][6]。
- 「soleil」のストリーミング配信はこれまで行われていなかったが、2022年2月7日の全曲解禁に合わせて配信が開始された。

### Penny Rain
- 「雨」をテーマに制作された。
- 「Sun Dance」とは対極で、今までのAimerが表現してきたダークでエモーショナルな曲が収録されている。
- 梶浦由記、凛として時雨のTK、澤野弘之、Coccoなどの楽曲提供がなされた[7][8]。
- 「pluie」のストリーミング配信はこれまで行われていなかったが、2022年2月7日の全曲解禁に合わせて配信が開始された。

## 収録曲

### Sun Dance
1. soleil
2. ONE
  - 13thシングル収録。
3. We Two
  - 「ONE」「3min」が制作された後に「2」の曲として作られた。
4. 3min
  - ファンクラブツアー『Aimer Fan Club Tour "été"』で初披露された。
5. コイワズライ
  - 恋愛リアリティ番組「白雪とオオカミくんには騙されない♥」主題歌。
  - 前作『daydream』収録「カタオモイ」を意識して作られた。
6. 花びらたちのマーチ
  - 16thシングル収録。
7. 思い出は奇麗で
  - 15thシングル収録。キャノンCMソング。
8. Monochrome Syndrome
  - ツアー『Aimer Hall Tour 18/19 "soleil et pluie"』にて初披露された。
9. SUN DANCE
10. ONE -epilogue-

### Penny Rain
1. pluie
2. I beg you
  - 16thシングル収録。劇場版「Fate/stay night [Heaven's Feel] II. lost butterfly」主題歌。
3. Black Bird
  - 15thシングル収録。映画「累 -かさね-」主題歌。
4. Sailing
  - 16thシングル収録。フジテレビ「レ・ミゼラブル 終わりなき旅路」主題歌。
5. 眩いばかり
  - 14thシングル収録。
6. Stand By You
  - 凛として時雨のTKが作詞作曲編曲を務める。
7. Ref:rain
  - 14thシングル収録。アニメ「恋は雨上がりのように」主題歌。
8. i-mage <in/AR>
  - SawanoHiroyuki[nzk]の3rdアルバム『R∃/MEMBER』収録曲のアレンジ。
9. 花の唄
  - 13thシングル収録。劇場版「Fate/stay night [Heaven's Feel] I. presage flower」主題歌。
10. April Showers
  - 「earth music&ecology」CMソング

### 完全生産限定盤（BD 1）・初回生産限定盤（BD / DVD）
- ミュージックビデオ映像

1. I beg you
2. Black Bird (Movie ver.)
3. zero
4. ONE
5. 眩いばかり
6. 思い出は奇麗で (Father's day edit)
7. Ref:rain
8. 花びらたちのマーチ
9. 歌鳥風月
10. 花の唄

### 完全生産限定盤（BD 2）
- Aimer Hall Tour 18/19 "soleil et pluie" 東京公演ライブ映像

1. soleil
2. ONE
3. Monochrome Syndrome
4. Believe Be:leave
5. 3min
6. あなたに出会わなければ～夏雪冬花～
7. 今日から思い出 Evergreen ver.
8. カタオモイ
9. 思い出は奇麗で
10. Ref:rain
11. 眩いばかり
12. 花の唄
13. Black Bird
14. After Rain -Scarlet ver.-
15. Hz
16. 蝶々結び

## 演奏
Sun Dance
- 玉井健二：Produce
- 百田留衣：Programming & All Other Instruments (#1.2.7.9.10)
- 飛内将大：Programming & All Other Instruments (#3.4.5.6.8)

Penny Rain
- 梶浦由記：Produce, All Keyboards & Programming (#1.2.9)
- 城戸喜代ストリングス：Strings (#1.2)
- 是永巧一：Guitars (#2.9)
- 佐藤強一：Drums (#2.9)
- 高橋“Jr.”知治：Drums (#2.9)
- 玉井健二：Produce (#3.4.5.7.10)
- 百田留衣：Programming & All Other Instruments (#3.10)
- 飛内将大：Programming & All Other Instruments (#4.5.7)
- TK (凛として時雨)：Produce, Guitar, Chorus, Strings Arrangement (#6)
- BOBO：Drums (#6)
- 山口寛雄：Bass (#6)
- 徳澤青弦：Cello, Strings Arrangement (#6)
- 佐藤帆乃佳、藤縄陽子、城本絢香：1st Violin (#6)
- 亀田夏絵、三國茉莉：2nd Violin (#6)
- 髭白健：Drums (#8)
- 田辺トシノ：Bass (#8)
- 飯室博、伊藤ハルトシ：Guitars (#8)
- 澤野弘之：Piano, Keyboards & All Other Instruments (#8)
- 今野均ストリングス：(#10)